# Bert Kaempfert
Bert Kaempfert (alemany: Bert Kämpfert)  (Hamburg, 16 d'octubre de 1923 - Mallorca, 21 de juny de 1980) fou un compositor i director d'orquestra alemany.

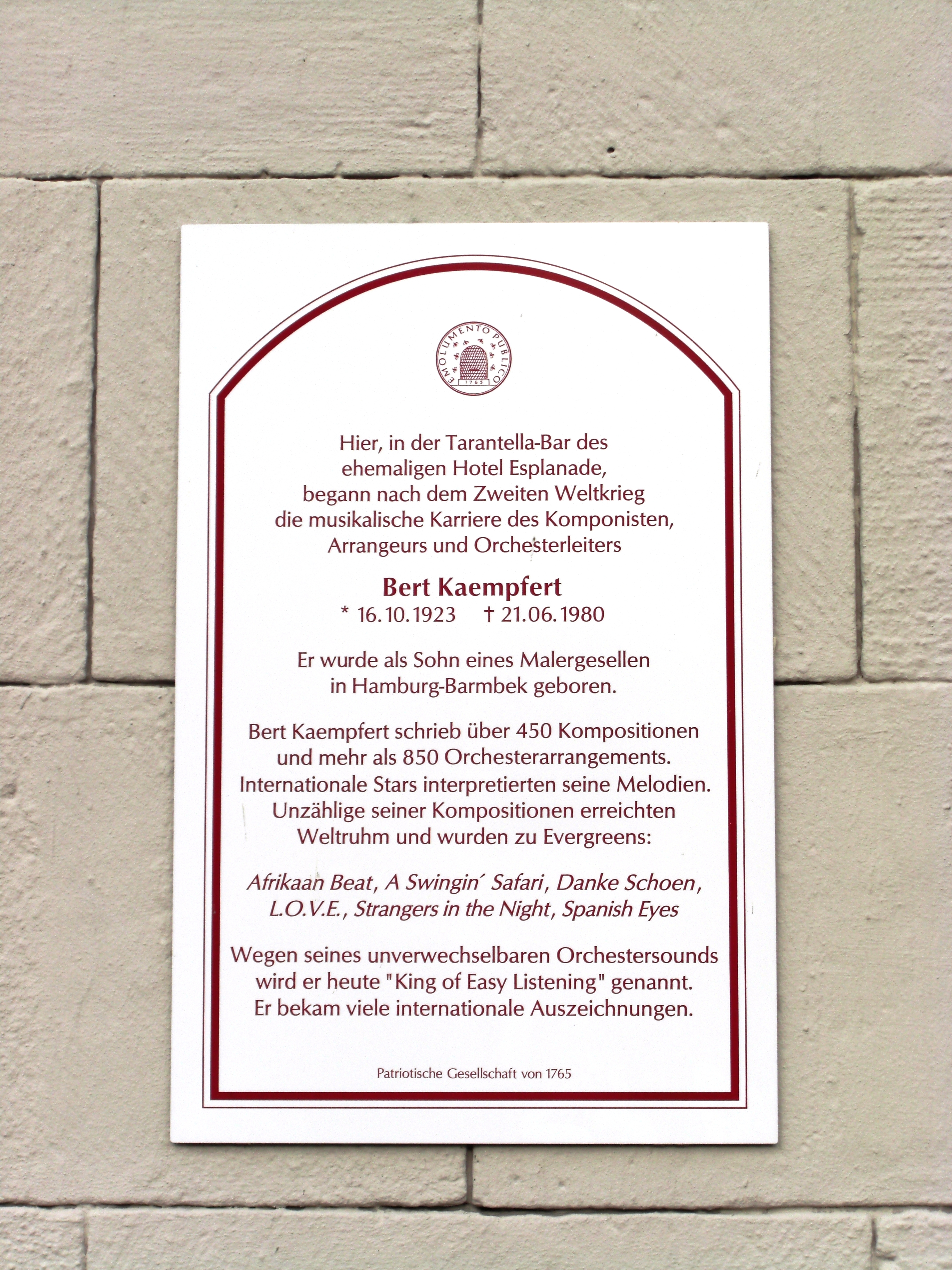
Placa commemorativa al lloc al qual Bert Kaempfert va començar la seva carrera després de la Segona Guerra Mundial a Hamburg, Alemanya

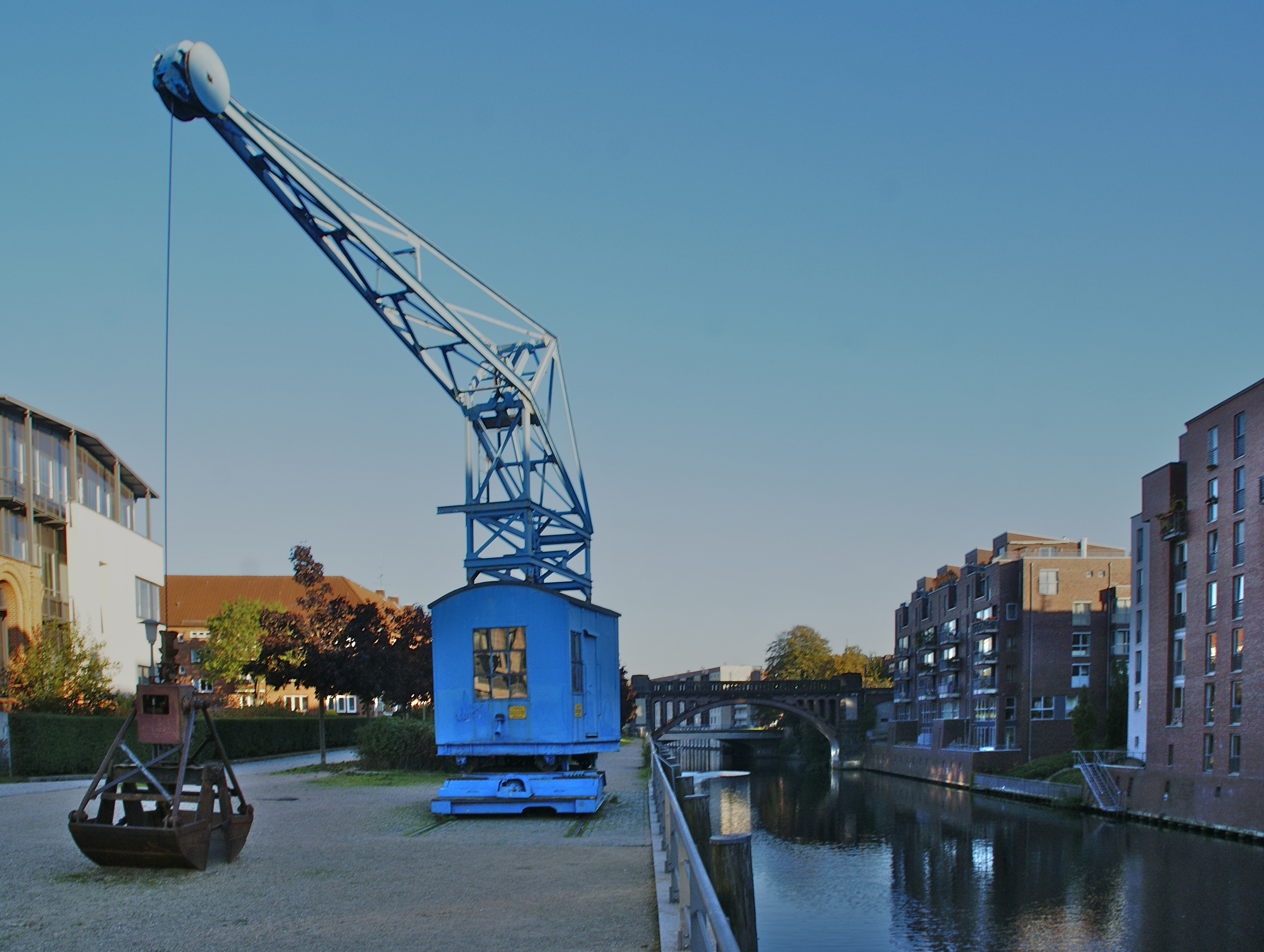
Plaça Bert Kaempfert a Hamburg

Va ser un pioner del jazz easy listening i va obtenir un renom mundial amb cançons com «Strangers in the Night» i «Spanish Eyes». Va compondre 400 melodies i escriure més de 750 arranjaments orquestrals. A l'any de la seva mort el 1980 ja havia venut més de 150 milions de discs tot arreu al món.
Va néixer a Hamburg i va estudiar a l'Escola de Música de la ciutat. Tocà molts instruments: piano, clarinet, saxòfon i acordió. La revista Die Zeit va parlar d'ell com «el so de la República Federal d'Alemanya». Va començar com a director d'orquestra durant la Segona Guerra Mundial al servei de Hans Busch. Després de la guerra, va crear la seva pròpia orquestra. A més va fer arranjaments per a Freddy Quinn i Ivo Robic. Jimi Hendrix va incloure la melodia «Strangers in the night» al seu solo de guitarra improvisat a la seva versió de Wild Thing el 1967 al Monterey Pop Festival.
Kaempfert va arreglar la cançó «La,la,la» de Manuel de la Calva i Ramón Arcusa, que va guanyar per a l'Estat espanyol el Festival de la Cançó d'Eurovisió el 1968 a Londres.
A la cerimonia d'adéu al Cementiri d'Ohlsdorf, Freddy Quinn va dir: «Les seves melodies van fer el nom d'aquest home talentós i amic meu, serà inoblidable per dècades a venir. No només era un compositor magnífic, era un home magnífic, sempre modest, sempre amable. Un home per a qui la seva família i la música sempre van tenir una prioritat absoluta.»
El 15 d'octubre del 2008, el consell del districte d'Hamburg-Nord va nomenar l'esplanada nova creada davant del Museu del Treball entre l'Osterbek i el carrer Wiesendamm «Plaça Bert Kaempfert».
| «                | Ich möchte Musik machen, die nicht stört. Sempre volia fer música que no incomoda. | » |
| — Bert Kaempfert |                                                                                    |   |

## Obres destacades
- «Strangers in the Night» (amb lletra de Charles Singleton i Eddie Snyder), una cançó escrita per Ivo Robic per a la pel·lícula A man could get killed el 1966 i convertit en número u per Frank Sinatra el 1966.[9] El 2017 Los Manolos en van publicar una versió.[10]
- «Wooden Heart» cantat per Elvis Presley a la pel·lícula GI Blues el 1961.[11]
- Va ser el productor de «My Bonnie» i les altres cançons que els Beatles van gravar durant el seu estiueig a Hamburg el 1961-62.[12]